# عقیله سلطان
عقیله سلطان با نام کامل عقیله رقیه سلطان، (متولد ۱۶۰۵ استانبول – مرگ ۱۶۳۰ استانبول)تنها همسر عقدی و سومین خاصگی سلطان عثمان دوم و دختر شیخ‌السلام محمداسد افندی بود. او پنجمین زنی بود که به‌عقد سلطان درآمد. او مادر شاهزاده مصطفی و زینب سلطان بود..